# Ботяни
Ботяни (словац. Boťany, угор. Battyán) — село в Словаччині в Требішовському окрузі Кошицького краю. Село розташоване на висоті 103 м над рівнем моря. Населення — 1283 чол. (2005). Переважна більшість населення — угорці (70 %), а також проживають цигани (20 %) та словаки (10 %). Вперше згадується в 1332 році.

## Населення
| Рік:            | 1994. | 2004.    | 2014.   | 2024.   |
| --------------- | ----- | -------- | ------- | ------- |
| Кількість осіб: | 1082  | 1245     | 1249    | 1219    |
| Різниця:        |       | +15,06 % | +0,32 % | -2,40 % |

| Рік:            | 2023. | 2024.   |
| --------------- | ----- | ------- |
| Кількість осіб: | 1211  | 1219    |
| Різниця:        |       | +0,66 % |